# Rogożowa Skała
Rogożowa Skała – skaliste wzniesienie z grupą skał w miejscowości Przeginia, w województwie małopolskim, w powiecie krakowskim, w gminie Jerzmanowice-Przeginia. Znajduje się na Wyżynie Olkuskiej będącej częścią Wyżyny Krakowsko-Częstochowskiej.
Rogożowa Skała wznosi się na wysokość 447,5 m n.p.m., około 200 m na południe od drogi krajowej 94. Jej skalisty grzbiet ma kształt odwróconej litery C. Znajduje się wśród pól uprawnych, ponad okoliczny teren wznosi się na wysokość względną około 20 m i jest porośnięta lasem. Wśród drzew znajduje się tutaj kilka skał będących obiektem wspinaczki skalnej. Jest na nich łącznie 54 dróg wspinaczkowych. Wspinacze wyróżniają wśród nich skały:
- Brama; 5 dróg o długości 8 m i trudności od VI+ do VI.1+ w skali krakowskiej,
- Bulwa; 10 dróg, 9–10 m, IV+ – VI.4,
- Jednorożec; 14 dróg, 9–14 m, VI- – VI.5
- Kość, 11 dróg, 10–11 m, VI.- – VI.4+,
- Łopatka; 14 dróg, 9 m, IV – VI.3+[3].

Są jeszcze dwie skały nie będące obiektem wspinaczki: Przegińska Skała i Rogożowa Turnia:
Do Rogożowej Skały można dojść lub dojechać drogą równoległą do drogi krajowej nr 94, prowadzącą od szkoły w Przegini na wschód. W 2019 r. zamontowana asekurację (ringi i stanowiska zjazdowe) na skałach: Jednorożec, Bulwa, Łopatka i Kość. Skały Brama i Rogożowa Turnia są bez asekuracji.

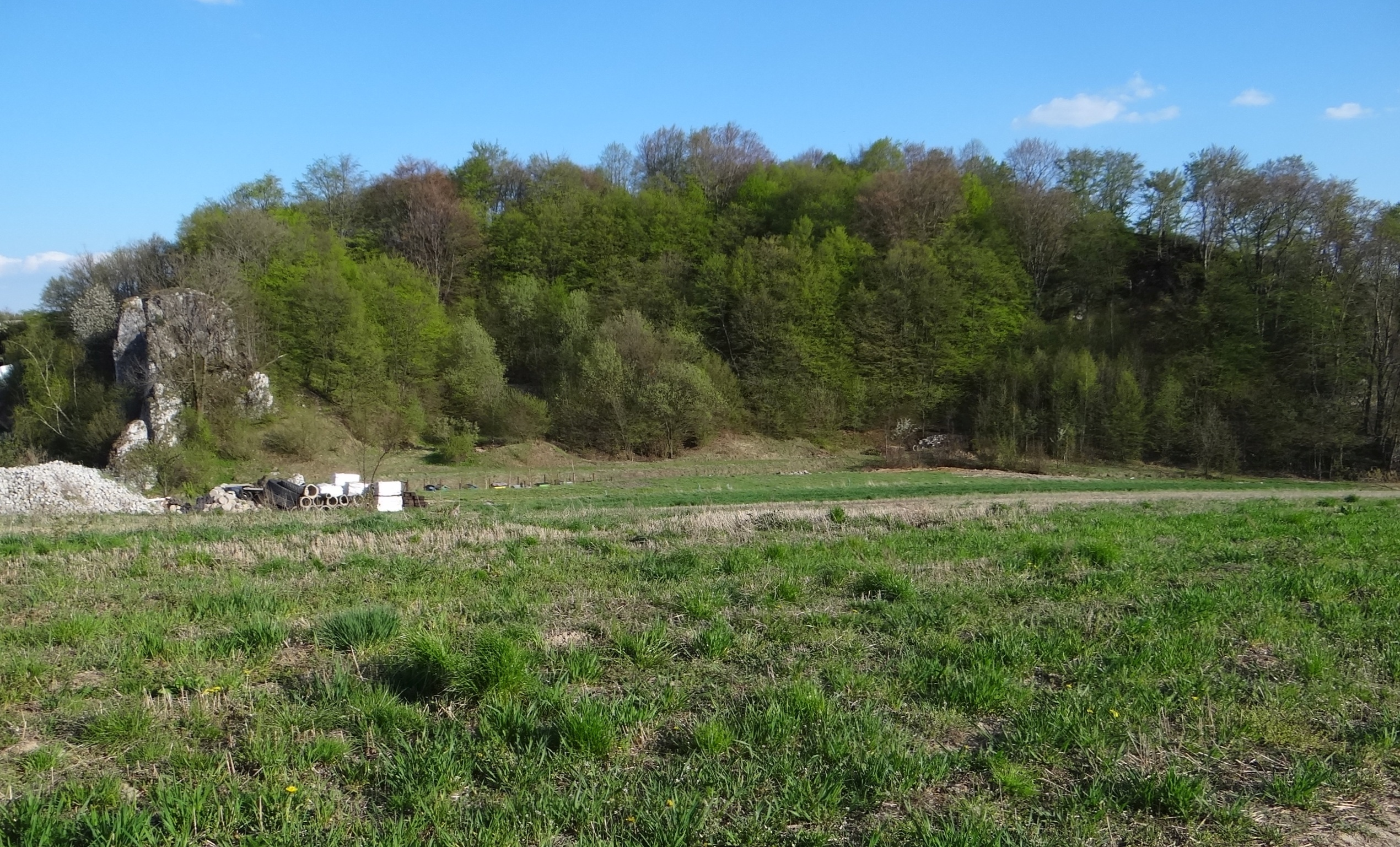
Widok od zachodu
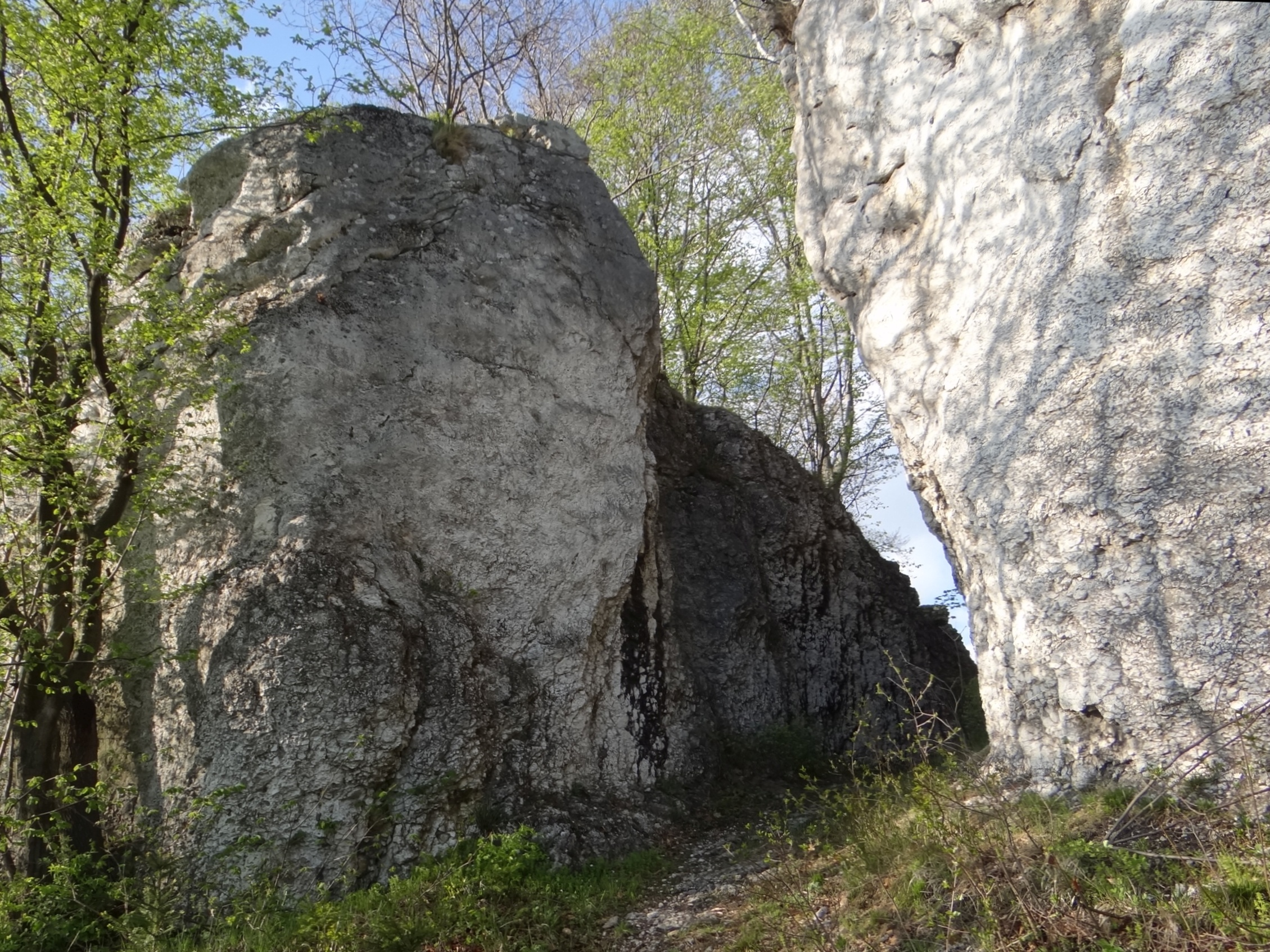
Brama
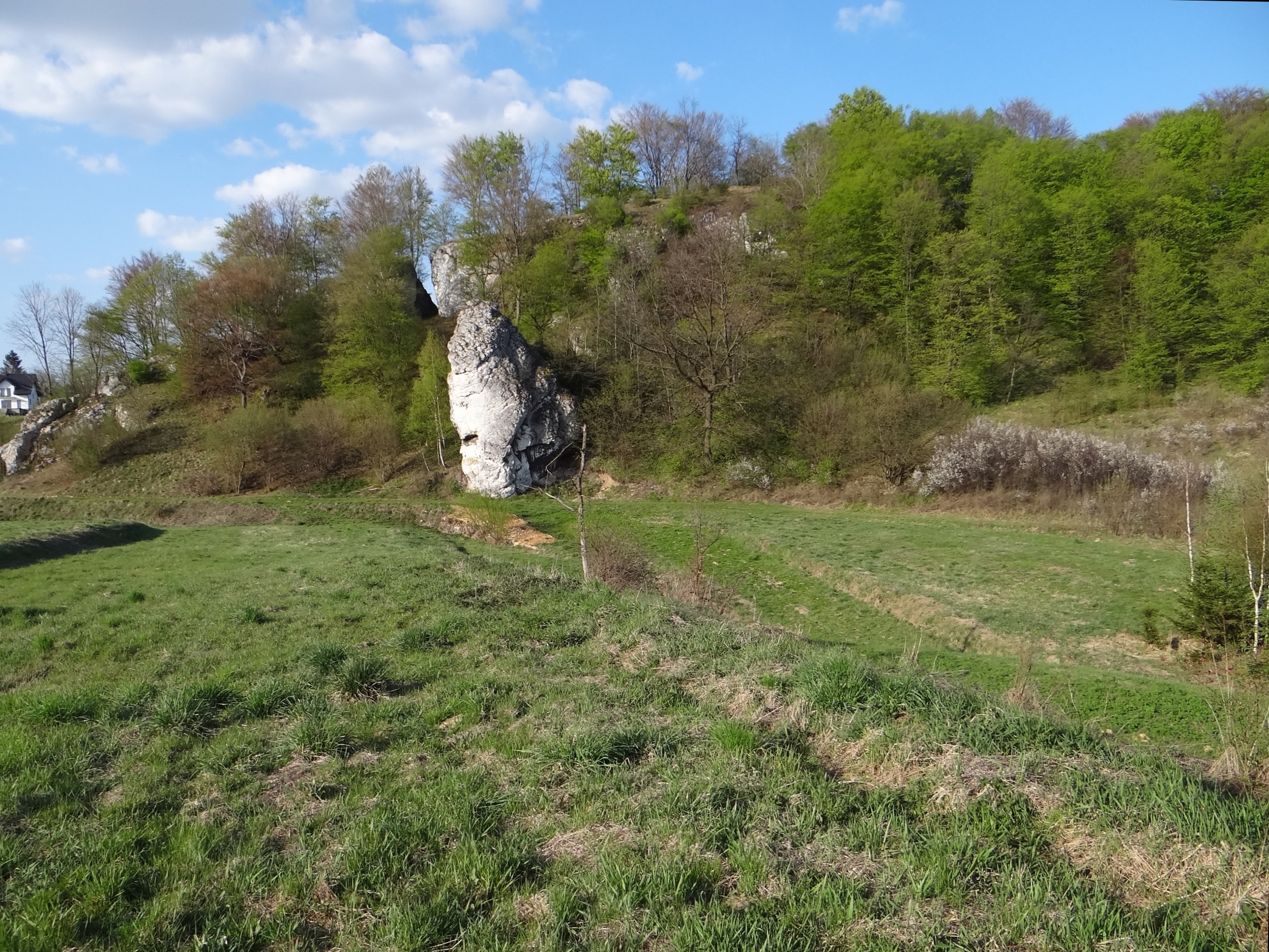
Widok od południa
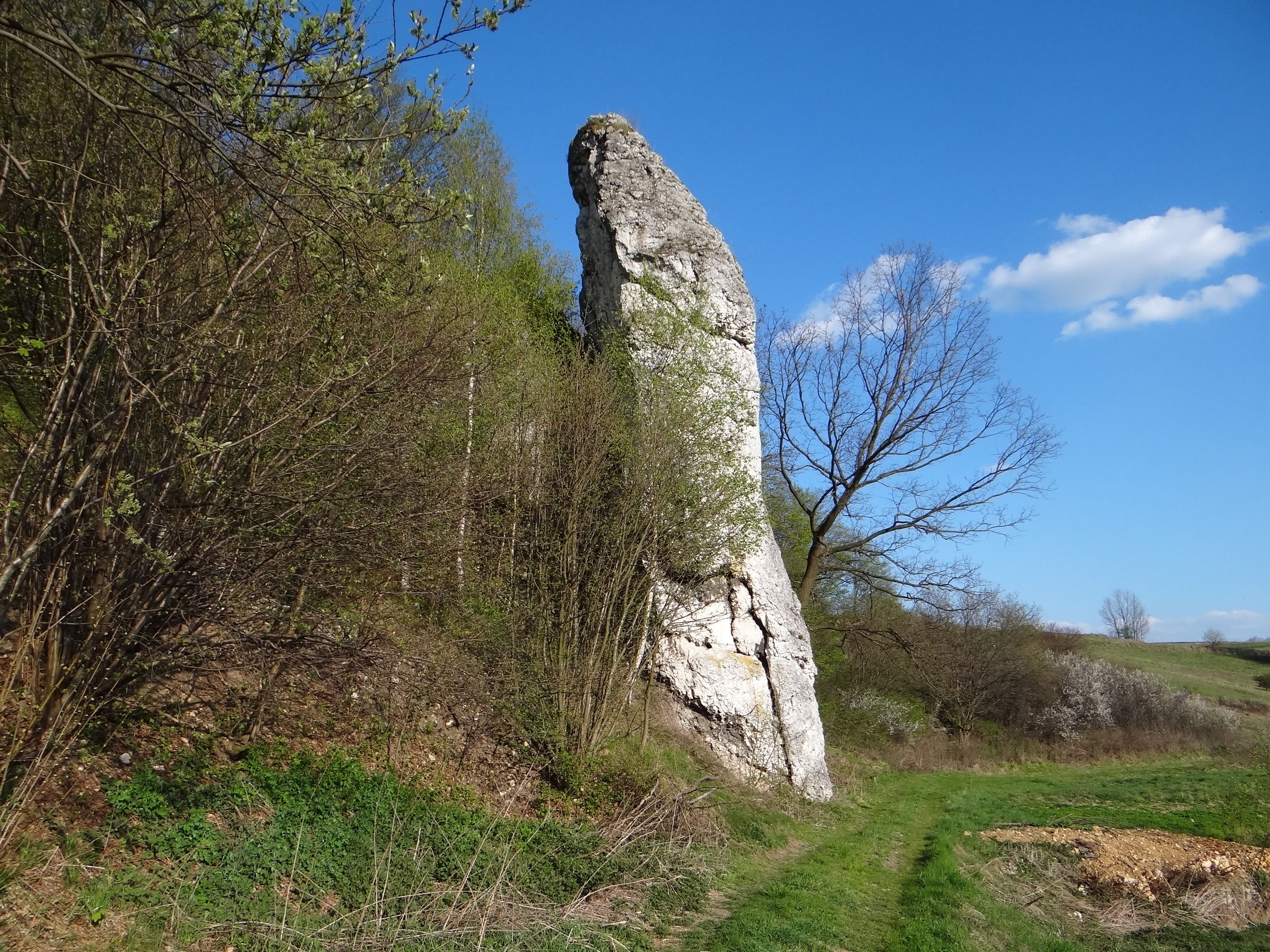
Rogożowa Turnia
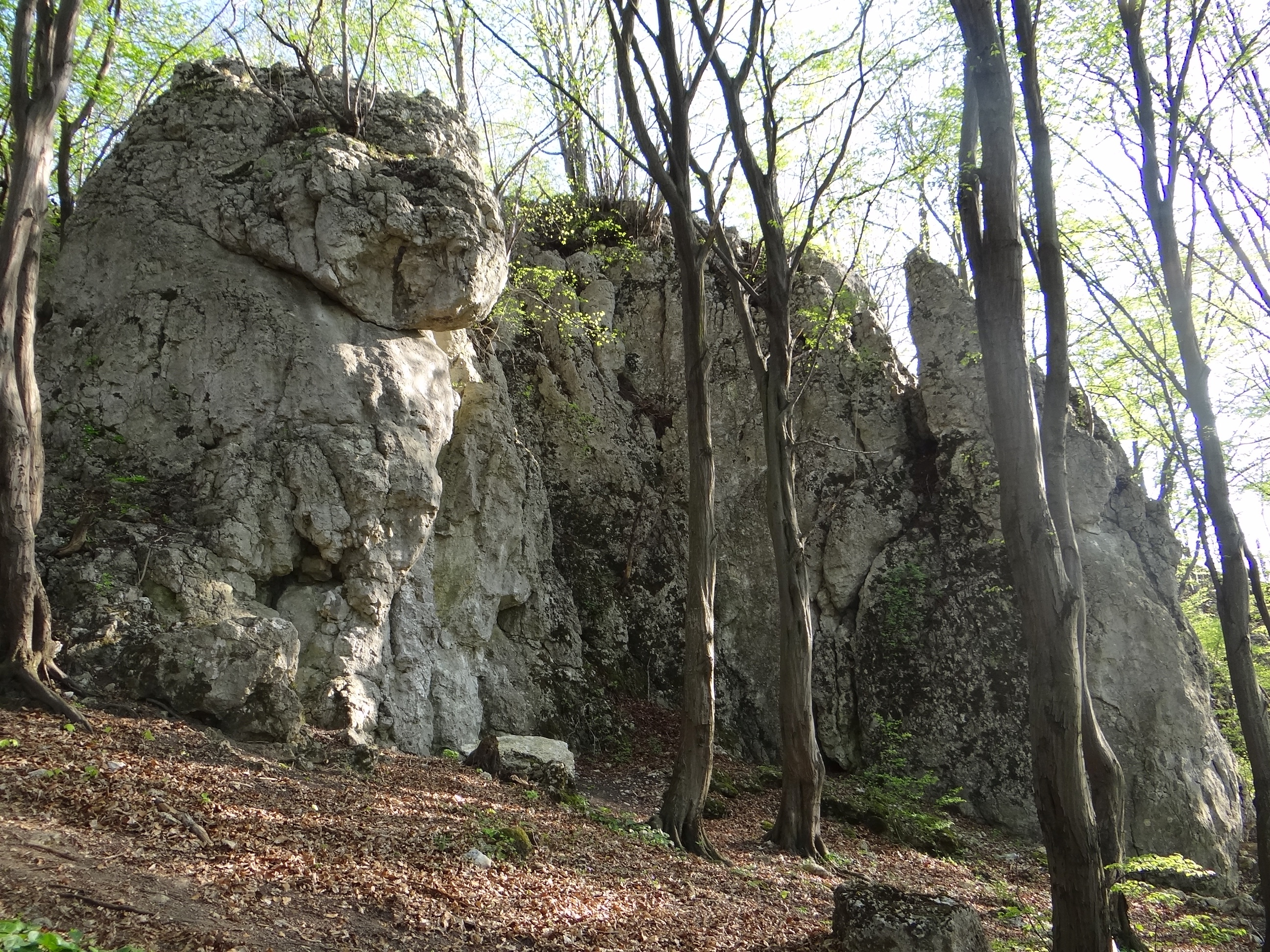
Bulwa i Jednorożec

W Rogożowej Skale znajduje się kilka jaskiń i schronisk: Jaskinia między Schronami, Jaskinia Przyjemnego Chłodu, Schronisko Lewe, Schronisko pod Wiszącą Wantą, Schronisko Prawe, Schronisko Środkowe, Schronisko Trójkątne, Schronisko w Iglicy, Schronisko w Rogożowej Grani Górne, Schronisko w Rogożowej Grani Dolne, Schronisko z Małym Stropem, Schronisko za Płytami.